# Giovanni Battista Parodi
Pour les articles homonymes, voir Giovanni Battista Parodi (homonymie), Battista et Parodi.
Giovanni Battista Parodi né en 1976 à Gênes est une basse italienne, tenu comme l'une des plus belles voix de basse contemporaine.

## Biographie
Giovanni Battista Parodi a commencé à étudier le chant comme basse de 1992 à 1998 à l'Académie du Palazzo Ducale de Gênes.
Il a participé à divers concours internationaux dont le Concorso Leoncavallo à Locarno et le prix Caruso.
En 1999 il est admis à l’Académie de perfectionnement du Théâtre de la Scala di Milan.
Il a à ce titre participé à l'inauguration de la saison 1999-2000 avec Fidelio et Tosca.
Il a été dirigé par des chefs d'orchestre tels que Roberto Abbado, Bruno Bartoletti, Bruno Campanella, James Conlon, Daniele Gatti, Fabio Luisi, Zubin Mehta, Riccardo Muti, Daniel Oren, Mstislav Rostropovich, Christophe Rousset.

## Interprétations àLa Scala de Milan
- Adrienne Lecouvreur
- La Bohème (2003).
- Le Trouvère
- La Traviata
- Le Bal masqué
- Le Barbier de Seville
- Otello saison 2001-2002
- Iphigénie en Aulide, saison 2002-2003.

## Autres interprétations
- La Bohème, théâtre communal de Florence, Bologne, Turin et à l’Opéra de Paris.
- Manon à Trieste.
- Adrienne Lecouvreur, Opéra de Rome.
- Le Barbier de Seville, Tokyo.
- Aida, Arène de Vérone.
- Rigoletto, Covent Garden, saison 2001-2002.
- Les Capulets e les Montecchi, Santiago du Chili, Opéra de Paris.
- Otello, Opéra Bastille.
- La Force du destin, Busseto.
- Requiem de Verdi, Parme.
- Macbeth, Bologne.
- Rigoletto, Covent Garden.
- Le Trouvère (2006), Festival de Bregenz.
- Don Juan, théâtre des Champs-Élysées et Londres.
- La Belle et la Bête de Glass, Valence.
- Roméo et Juliette et Lucie de Lammermoor, Concertgebouw d'Amsterdam.